# サッカーセルビア女子代表
サッカーセルビア女子代表（サッカーセルビアじょしだいひょう）は、セルビアサッカー協会(セルビア語: Фудбалски савез Србије、英: Football Association of Serbia, 略称：FSS)によって編成されるサッカーのナショナルチーム。欧州サッカー連盟(UEFA)に所属している。
女子ワールドカップ、オリンピックともに出場はない。

## ワールドカップの成績
セルビアとして独立した2006年以降の成績を記す。
- 2007 - 予選敗退
- 2011 - 予選敗退
- 2015 - 予選敗退
- 2019 - 予選敗退
- 2023 - 予選敗退

## オリンピックの成績
セルビアとして独立した2006年以降の成績を記す。
- 2008 - 予選敗退
- 2012 - 予選敗退
- 2016 - 予選敗退
- 2020 - 予選敗退
- 2024 - 参加資格なし

## UEFA欧州女子選手権の成績
セルビアとして独立した2006年以降の成績を記す。
- 2009 - 予選敗退
- 2013 - 予選敗退
- 2017 - 予選敗退
- 2022 - 予選敗退

## FIFAランキング
- 最新順位 - 34位(2024年8月)
- 初登場 - 31位(2005年3月)
- 最高順位 - 28位(2005年9月)
- 最低順位 - 46位(2015年6月)

出典: FIFA Women's Ranking